# Monika Seynsche
Monika Seynsche (* in Wuppertal) ist eine deutsche Hörfunkjournalistin im Bereich Wissenschaft, Umwelt und freie Mitarbeiterin beim Deutschlandfunk. Sie berichtet überwiegend in der täglichen Sendung „Forschung aktuell“, Deutschlandradio Kultur und gestaltete einzelne Folgen der täglichen Sendung „Hintergrund“. Sie ist zudem für BBC World Service, den Westdeutschen Rundfunk (WDR), den Südwestrundfunk (SWR) und Radio SRF 2 Kultur (DRS2) tätig.

## Leben
Nach ihrem Studium der Landschaftsökologie und des Wissenschaftsjournalismus in Münster, Coventry und Berlin war sie 18 Monate Volontärin beim Deutschlandfunk (DLF) und den BBC World Service. Ihr erstes Interview führte sie nach eigenen Angaben in der Justizvollzugsanstalt Münster. Sie berichtete auf einem kanadischen Eisbrecher in der Arktis, über das Mountaintop removal mining in den Appalachen, über den Tasmanischen Teufel, begleitete Forscher im Inlandeis durch Grönland und den Vulkan Eyjafjallajökull und meterhohe Ascheschichten in Island. Bei der Deutschen Forschungsgemeinschaft moderierte sie mehrere Expertengespräche. Für das Magazin Wissenschaft im Brennpunkt hat sie eine Sendung moderiert und Manuskripte für 14 Sendungen geschrieben.

## Auszeichnungen
- 2006: Preis „unendlich viel energie“ der Informationskampagne für Erneuerbare Energien und der Deutschen Kreditbank für die Berichterstattung von den FINO-Forschungsplattformen und der ersten Offshore-Windkraftanlage, ausgestrahlt 2005 auf Deutschlandfunk Kultur[5][6]
- 2007: HEUREKA-Preis für „Die falsche Hand und das richtige Hirn – Über das Rätsel der Linkshändigkeit“
- 2007: Umweltmedienpreis in der Kategorie Hörfunk[7]
- 2010 erhielt Monika Seynsche den Journalistenpreis Hörfunk der Deutschen Gesellschaft für Ernährung für ihr Feature im DLF „Der Nudel Kern – warum Ernährungstrends uns nicht gesünder machen“.[8]

## Hintergrundberichte im Deutschlandfunk
- Wettlauf um den Nordpol – Wem gehören die Bodenschätze der Arktis?, Deutschlandfunk – „Hintergrund“ vom 18. November 2007
- Munitionsaltlasten in Nord- und Ostsee – Tickende Zeitbomben im Meer, Deutschlandfunk – „Hintergrund“ vom 1. Oktober 2014
- Ölunfall im Golf von Mexiko – Die vergessene Katastrophe, Deutschlandfunk – „Hintergrund“ vom 18. April 2015
- Australiens Ritt auf der Kohle – Ein Kontinent kämpft um seine Zukunft, Deutschlandfunk – „Hintergrund“ vom 2. Mai 2015
- Zehn Jahre nach Hurrikan Katrina – Der Tag, an dem das Wasser kam, Deutschlandfunk – „Hintergrund“ vom 25. August 2015